# Helena Bertinelli
Helena Rosa Bertinelli (Hellena Janice Bertinelli nella miniserie Robin 3, Cry of the Huntress) è un personaggio dei fumetti creato da Joey Cavalieri e Joe Staton nel 1989, e pubblicato dalla DC Comics. Fa parte dell'universo narrativo di Batman.
È la terza donna ad aver indossato i panni della Cacciatrice, sebbene nella continuity ufficiale sia la prima, dato che le altre due appartenevano ad altre realtà.

## Biografia

### Infanzia
Helena è nata a Gotham dalla ricca e agiata famiglia mafiosa italoamericana dei Bertinelli; da sempre fiera delle sue origini imparò la lingua del paese di suo padre fin da bambina. A sei anni la piccola Helena venne rapita e stuprata da un agente di una famiglia rivale e da allora dovette girare protetta da una guardia del corpo, tale situazione minò la sua infanzia; tuttavia la tragedia era destinata a colpire più duramente la bambina, che a otto anni si vide tutta la famiglia sterminata da una banda rivale, capeggiata da quello che scoprì essere il suo padre biologico: Santo Cassamento, il quale proprio per questo risparmiò solo lei e la mandò in esilio forzato.
Helena passò dunque l'adolescenza in Sicilia dai suoi zii Tomaso e Graziella Panessa e lì portò anche avanti i suoi studi per diventare insegnante liceale, inoltre conobbe il suo primo amore in Salvatore, che la chiamava affettuosamente "Cacciatrice". A dodici anni per suo stesso volere le venne insegnato a difendersi ed a sparare da quello che era stato la sua guardia del corpo, ma fu al compimento dei diciannove anni d'età che Helena maturò il desiderio di tornare a Gotham City ad affrontare l'assassino della sua famiglia e mettere fine al mostro che l'aveva privata di una vita normale assieme ai suoi cari: la mafia. Così, similmente a Bruce Wayne, Helena usò le fortune della sua famiglia per servirsi dei migliori addestramenti in campo fisico, mentale, cognitivo e, soprattutto, balistico. A ventun'anni, comprendendo di non aver altro da imparare tornò a vivere a Gotham e con indosso un costume richiamante la figura di un demone ma contraddistinto dal ricorrente ed onnipresente motivo della croce (Helena è una cristiana cattolica praticante) fece arrestare il padre biologico dopo averlo reso storpio in una lotta, firmando la sua prima azione da vigilante e ribattezzandosi col nome datole da Salvatore: "Cacciatrice" (Huntress).

### La carriera da vigilante
Helena Bertinelli diviene così insegnante liceale presso la Gotham High School com'era suo sogno e di notte opera come vigilante per le strade di Gotham. Lei e Batman tuttavia non andarono mai troppo d'accordo, nonostante i due continuino tutt'oggi a collaborare e condividano gli stessi fini; il Cavaliere Oscuro non approva i metodi violenti e che includono lo storpiamento e l'ospedalizzazione prolungata degli avversari e per questo la ritiene troppo spietata. Dal canto suo, sebbene Helena si dica indifferente a ciò, è in realtà alla ricerca dell'approvazione del cavaliere oscuro e prova una grande ammirazione per lui.
Nonostante il loro rapporto burrascoso, fu proprio Batman a candidarla come membro della Justice League, di cui divenne riserva; sebbene originariamente egli sperasse solo che l'influenza di altri eroi migliorasse il suo comportamento. La Cacciatrice sviluppò un legame piuttosto forte con Question, Lanterna Verde II (Hal Jordan), Aquaman, Freccia Verde (Oliver Queen), e persino con Superman. Ma venne espulsa dai compagni quando cercò di uccidere Prometheus, colpevole dell'omicidio di Solaris.
Durante l'arco narrativo Batman: Terra di nessuno, Helena rimarrà a Gotham quando questa verrà dichiarata terra di nessuno e, per mantenere il controllo nel territorio divenuto selvaggio e caduto in mano ai criminali, vestirà i panni di Batgirl, scoprendo che in questo modo i criminali la temono maggiormente; quando il cavaliere oscuro farà ritorno sembrerà approvare inizialmente il nuovo costume della donna, ma, dopo che essa si rifiuta di seguire alla lettera i suoi ordini, facendo cadere il territorio conquistato da Batman nelle mani di Due-Facce viene ritenuta indegna da Batman e dalla stessa Oracolo, che la prende in antipatia fin dall'inizio.
Rotta l'alleanza con l'uomo pipistrello dunque, la Cacciatrice si allea con la fazione guidata dal rude poliziotto Petit, salvo poi allontanarsene quando questo darà segni di pazzia ed incomincerà ad uccidere anche i suoi compagni, tuttavia quando il Joker attaccherà il campo di Petit uccidendo lui e i suoi uomini, ella si schiererà con tutte le sue forze per difendere i bambini appena nati nel campo e da sola terrà testa agli uomini del clown, meritandosi la sua ammirazione ma venendo poi ferita dallo stesso con tre colpi di pistola. Comunque l'intervento tempestivo di Batman e Nightwing riuscirà a salvarla da morte certa.
Dopo la fine del decreto della terra di nessuno, e l'inizio della ricostruzione di Gotham, inizierà una relazione con Nightwing (Dick Grayson), destinata a finire male proprio per i caratteri troppo diversi dei due.

### Birds of Prey
Helena entrerà a far parte del gruppo delle Birds of Prey, capitanato da Oracolo, insieme a Hawkgirl III (Kendra Saunders) e a Black Canary II (Dinah Laurel Lance), con cui sviluppa nel tempo un rapporto di amicizia/rivalità, inizialmente tuttavia Barbara non si fidava di lei e non ci andava troppo d'accordo in quanto le aveva "rubato il posto" come Batgirl, che essa aveva dovuto lasciare per via della paralisi (ma Helena non è mai stata denominata Batgirl bensì Huntress, non si hanno perciò certezze del nome per il personaggio). Tuttavia chiaritesi le due diverranno buone collaboratrici e, col tempo, ottime amiche, tanto che durante il periodo in cui Dinah si allontanò dal gruppo, fu proprio la Cacciatrice a fare da seconda in comando a Oracolo.
In più in questo periodo farà amicizia con Renee Montoya (la nuova Question), con cui svolgerà molte missioni per le Birds of Prey.
Durante Batman: Hush, Jim Lee fornirà una nuova versione del personaggio con un costume più accessoriato e sexy con cui in seguito verrà ritratta anche dagli altri autori e fornendola per la prima volta di fumogeni, bastoni e dell'Huntress-Cicle.
Durante Crisi finale farà un paio di apparizioni, prima al funerale di Martian Manhunter e poi nel gruppo di eroi che sotto gli ordini di Alan Scott combatteranno il potente Darkseid e le sue forze d'invasione. Inoltre aiuterà la nuova Question a combattere David Cain.

### DopoBatman R.I.P.
In seguito allo scioglimento delle Birds of Prey e degli Outsiders, lei e Barbara torneranno a Gotham e aiuteranno Cassandra Cain a tenere la situazione sotto controllo durante "la guerra per il cappuccio" iniziata dagli allievi di Batman per decidere chi ne sarà l'erede.
In seguito resterà a Gotham e collaborerà di frequente con il nuovo Batman (Dick Grayson).
Successivamente si trasferirà a Starling City, e si unirà con l'amica Black Canary II (Dinah Laurel Lance) e a Green Arrow (Oliver Queen) nella lotta contro il crimine.

## Poteri e abilità
Helena Bertinelli non è dotata di alcun superpotere, ma, facendosi allenare duramente da Dick Grayson nelle arti marziali, la sua abilità può fare invidia a molti collaboratori di Batman, per esempio la si è vista combattere senza sforzo apparente e mettere perfino in difficoltà Tim Drake e Catwoman; persino il Joker ha elogiato le capacità della donna dicendole "Sei tra i migliori che io abbia mai visto. E io ho visto i migliori". Helena è pure un'eccellente ginnasta e sa utilizzare diverse armi, tra cui la sua preferita è la balestra, sebbene spesso si serva anche di un particolare bastone d'escrima.
La Cacciatrice è inoltre una buona criminologa e detective, sebbene queste abilità non siano poi tanto sviluppate, e saranno invece addestrate meglio da Barbara Gordon e Black Canary nel periodo passato con le Birds of Prey.
La Cacciatrice è solita servirsi di una moto superaccessoriata chiamata Huntress-Cicle, che porta il suo simbolo su cerchioni e facciate.

## Altri media

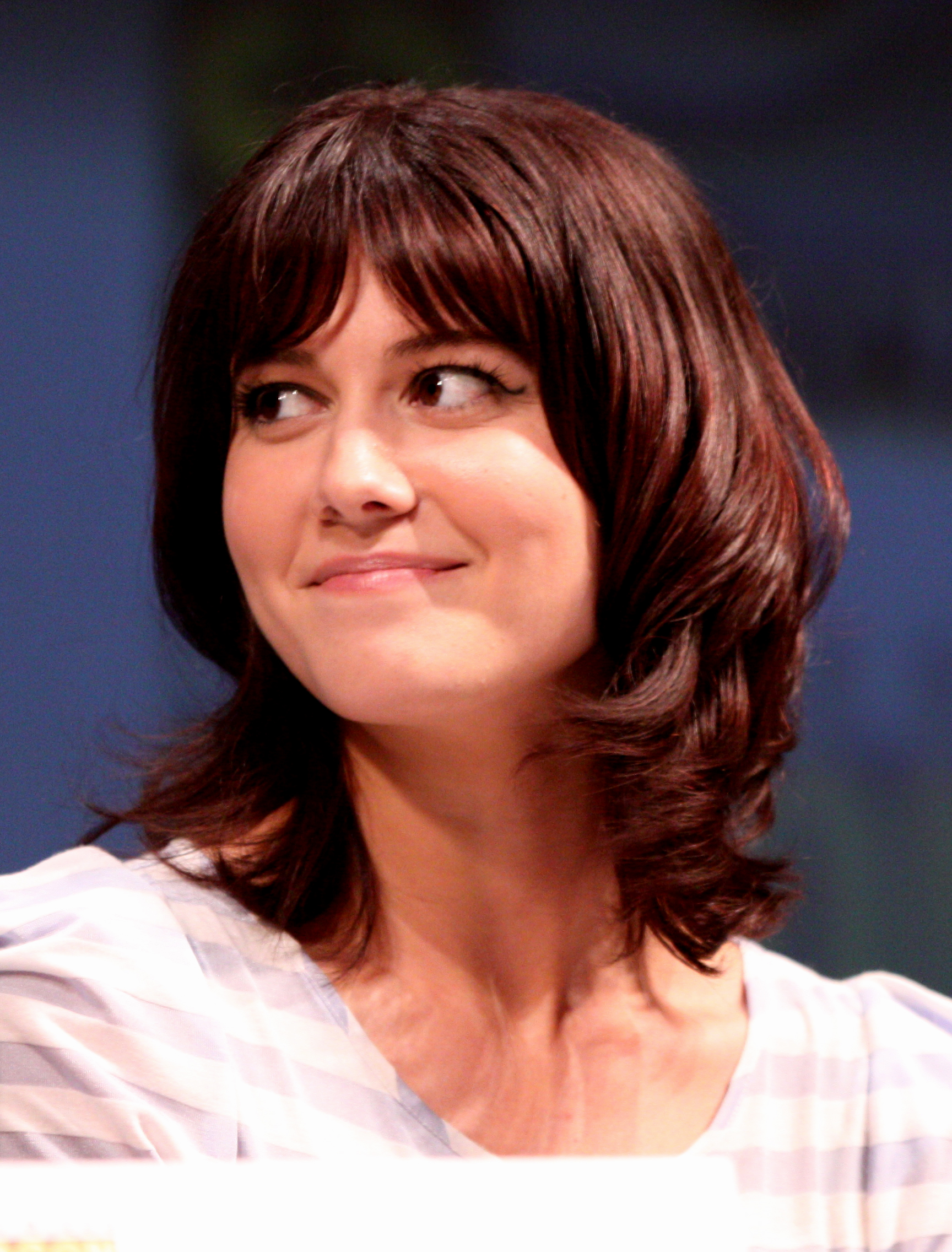
Mary Elizabeth Winstead interpreta Helena Bertinelli nel film Birds of Prey e la fantasmagorica rinascita di Harley Quinn

### Cinema
Helena Bertinelli ha fatto la sua prima comparsa sul grande schermo col volto di Mary Elizabeth Winstead nel film del DC Extended Universe Birds of Prey e la fantasmagorica rinascita di Harley Quinn, diretto da Cathy Yan, uscito nel 2020.

### Televisione
- Helena Bertinelli appare nella serie animata Justice League Unlimited.
- La Cacciatrice compare inoltre in diversi episodi della serie televisiva Arrow, interpretata da Jessica De Gouw.

### Videogiochi
Helena Bertinelli appare nel videogioco LEGO Batman: Il videogioco e in Justice League Heroes.